# Гродненский областной комитет компартии Беларуси
Гродненский областной комитет КП Беларуси (бел. Гродзенскі абласны камітэт КПБ) — орган управления Гродненской областной партийной организацией КП Беларуси (1944—1993 годы).
Гродненская область образована 20 сентября 1944 года из частей Брестской, Белостокской и Барановичской областей. Центр — г. Гродно.
Современные очертания область приобрела в 1954 году.

## Первые секретари обкома
29.09.1944-1948 Калинин, Пётр Захарович
1948-10.1951 Притыцкий, Сергей Осипович
10.1951-06.1953 Авхимович Николай Ефремович
06.1953-1958 Баранов, Фёдор Алексеевич
1958—1962 Пономарёв, Григорий Григорьевич
1962-8.01.1963 Мицкевич, Владимир Фёдорович
8.01.1963-12.12.1964 (сельский) Мицкевич, Владимир Фёдорович
11.01.1963-12.12.1964 (промышленный) Языкович, Валентин Фёдорович
12.12.1964-1968 Мицкевич, Владимир Фёдорович
01.1968-09.1972 Иван Фёдорович Микулович
09.1972-15.11.1989 Клецков Леонид Герасимович
15.11.1989-25.08.1991 Семёнов, Владимир Михайлович
- С 25 августа 1991 года по 3 февраля 1993 года деятельность обкома приостановлена
- 03.02 — 25.04.1993 — ?